# Banditenrache
Banditenrache ist ein US-amerikanischer Stummfilmwestern aus dem Jahr 1923 von John Ford mit Tom Mix in der Hauptrolle. Regisseur Ford, der auch das Drehbuch schrieb, benutzte das Pseudonym Jack Ford.

## Handlung
Steve McLean und sein Onkel Brutus werden von einer Bande Viehdieben gefangen genommen und in ein Versteck gebracht, das hinter einem Wasserfall verborgen ist. Für einen missglückten Fluchtversuch sollen sie ausgepeitscht werden. Bandenchef Buck Taggitt will, dass John Darrell die Strafe vollzieht, den er seit zwei Jahren gefangen hält. Darrell leidet bei jedem Hieb, den er den beiden geben muss. Steve schwört, sich dafür zu rächen.
Nach einiger Zeit entkommt Darrell und kann zu seiner Frau und seiner Tochter Annie zurückkehren, die die Zeit seiner Entführung in großer Armut verbracht haben. Darrell verlangt von Taggitt finanzielle Wiedergutmachung und droht, die Lage des Verstecks zu verraten, sollte das Geld nicht in sieben Tagen gezahlt werden. Taggitt ist sich Steves Hass auf Darrell bewusst. Er bietet ihm seine und Brutus Freiheit, wenn er Darrell gefangen nimmt und an ihn ausliefert. Steve versichert sich der Hilfe seiner Cousins Ben und Lige. Er lernt Annie kennen und verliebt sich in sie, weiß aber nicht, dass sie Darrells Tochter ist. Darrell erkennt Steve und kann ihm fünf Tage lang aus dem Weg gehen. Erst dann kann ihn Steve mit einer List an Taggitt ausliefern.
Zu seinem Entsetzen erfährt Steve, dass Annie Darrells Tochter ist. Brutus wird tatsächlich freigelassen und trifft auf Steve und seine Söhne. Steve reitet in die Stadt und informiert die Behörden von dem Versteck der Bande. Dann macht er sich auf die Verfolgung der Kutsche, mit der Darrell in das Versteck gebracht werden soll. Er kann die Strecke durch waghalsige Manöver abkürzen und versucht, die Kutsche zu überholen. Taggitt lässt unterdessen eine Brücke nach der Überquerung sprengen. Steve kann die Schlucht mit einem Sprung seines Pferdes überwinden. Er kann Darrell befreien und die Bande besiegen und an die Behörden ausliefern. Er kehrt zu Annie zurück und wird Teil der Familie Darrell.

## Hintergrund
Mehrere Szenen wurden in Beale's Cut gedreht, einem Pass durch die Berge San Gabriel und Santa Susana nördlich von Los Angeles. Der in den 1850er Jahren ausgegrabene Einschnitt war 22 Meter tief und 9 Meter breit. Ford nutzte diesen Ort in mehreren Filmen. Hier wurde der wohl berühmteste Stunt von Tom Mix und seinem Pferd Tony durchgeführt, die über den Beale's Cut sprangen, wobei die Echtheit des Stunts kontrovers diskutiert wird.
Der Film kam am 25. März 1923 in die US-Kinos.
Da keine Kopien der sieben Filmrollen existieren, gilt der Film als verschollen.

## Kritiken
Der Kritiker des TV Guide nannte den Film eine typische Westernromanze in einem überdurchschnittlichen Tom-Mix-Western.